# تل هرسی ۰۰۴
تل هرسی ۰۰۴ مربوط به دوران‌های تاریخی پس از اسلام است و در شهرستان شوشتر، ۸۰۰ متری غرب پل مستوفی واقع شده و این اثر در تاریخ ۵ آذر ۱۳۸۰ با شمارهٔ ثبت ۴۲۸۲ به‌عنوان یکی از آثار ملی ایران به ثبت رسیده است.